# CFTO-DT
CFTO-DT（チャンネル9）は、カナダ・オンタリオ州トロントにあるテレビ局で、 CTVテレビジョンネットワークの旗艦局として機能している。これは、同ネットワークの親会社であるベル・メディアと、バリーベースのCTV 2アウトレットであるチャンネル3のCKVR-DTによって直営されている（ただし、2つのは別々の運用を維持している）。CFTO-DTのスタジオはアジンコートの9 チャンネル・ナイン・コートにあり、送信所はダウンタウン・トロントにあるCNタワーの上にある。CFTOは、アジンコートスタジオ複合施設を、ネットワークのニュース番組（『CTVナショナルニュース』とCTVニュースチャンネル）のスタジオと、ベル・メディアの殆どの専門チャンネルが含まれているCTVの本部と共有している。

## 歴史
1960年12月31日22:00に開局した。番組編成の最初の公式日は1961年1月1日だった。CFTOで放送された最初の番組は、ブロードキャスターのジョエル・アルドレッド（Joel Aldred）がホストを務めるオンタリオ州コミュニティ生活協会（Ontario Association for Community Living）のテレソンであり、花火のセレモニーが行われた。
CFTOは、テレグラム・コーポレーション（バセット（Bassett）とイートン（Eaton）一家が所有）、オルドレッド＝ロジャーズ・ブロードキャスティング（Aldred-Rogers Broadcasting、ジョエル・オルドレッドとテッド・ロジャーズが所有）、及びラジオ局のCKFH（1430 AM、現：590 AMのCJCL）を所有するフォスター・ヒューイット・ブロードキャスティングの合弁会社であるバトン・アルドレッド・ロジャーズ・ブロードキャスティング（Baton Aldred Rogers Broadcasting）によって設立された。名前の「バトン」の部分は、指揮棒の従来の発音ではなく、/[ˌbætən]/（ルイジアナ州バトンルージュのように）と発音された。

平日午後に上映されたCFTOの最初の子供向け番組は、スタン・フランシス主演の『教授の隠れ家（The Professor's Hideaway）』だった。アメリカのテレビネットワークであるABCは、パートナーシップの少数株主持分を保有しており、CFTO-TVが放送される直前に各パートナーに売却した。テッド・ロジャーズの叔父であるJ・エルスワース・ロジャーズ（J. Elsworth Rogers）は、ウエスタン・オンタリオ・ブロードキャスティング株式会社（Western Ontario Broadcasting, Ltd.）の少数派（かつては主要）の所有者であり、オンタリオ州ウィンザー（主にRKOゼネラルが所有）のCKLW-TV（現：CBET）の所有者だった。初代スタジオと送信所の施設は1550 マッコーワン・ロードにあり、後に9 チャンネル・ナイン・コートに改名された。
1961年3月、アルドレッドはCFTOへの関心を売り、同年10月1日、CFTOはCTVのチャーター系列及びネットワーク旗艦局になった。1970年、テッド・ロジャーズはCFTOの権益を売却し、バセット＝イートングループは資産の交換でロジャーズ・ケーブルの権益を売却した。1976年5月31日、CFTOはCNタワーからの信号の送信を開始したが、スタジオはアジンコートに留まった。 CFTOは1985年にステレオで放送を開始した。1991年、他のいくつかのオンタリオの放送局と合流してオンタリオ・ネットワーク・テレビジョン（Ontario Network Television）を形成し、CTVネットワーク内のサブシステムであるバトン・ブロードキャスト・システムに進化した。1995年、CFTOはオリリア（UHFチャンネル21）とボブケイジョン（ピーターボロ近郊、UHFチャンネル54）で再放送局の運用を開始した。
1966年にCTVの加盟局がネットワークを購入して協同組合として運営することを提案した時、放送管理委員会は当初その提案に反対した。CFTOは、群を抜いて最も大きく、最も豊かで、最も収益性の高い放送局だった（次に大きい放送局であるモントリオールのCFCF-TVの2倍以上のサイズだった）。これは、CFTOが局所有のネットワークを支配するのではないかという懸念につながった。BBGは、CFTOの所有者が、その規模に関係なく、各所有者が平等に投票することを約束した場合にのみ緩和された。しかし、結局のところ、バトンは徐々に強力になり、1997年にCTVの支配権を購入することができ、1998年にその会社名を「CTV株式会社（CTV Inc.）」に変更した。
1998年1月27日、イートン家はCTVの41％の持分を売却した。その同日に、バトン・ブロードキャスト・システムはCTVに統合された。買収が差し迫っているという噂があり、ベル・カナダはCTV株式会社を23億ドルで購入することを提案した。これは2000年3月にCTVボードによって承認された。この取引には、カナダ・ラジオテレビ通信委員会（CRTC）の承認が必要だったが、規制当局にこれまでに提示された最大の特典パッケージが約束され、同年12月7日に取引が承認された。2005年2月までに、CFTOは、2005年10月に全国のいくつかのCTV加盟局で公式になったブランディングコンベンションであるオンエアブランディング（「CTV」名の使用を選択）でのコールサインの使用を停止した。 BCEは後にCTVへの関心の殆どを売却し、親会社はCTVグローブメディアに改名された。その後、BCE株式会社（BCE Inc.）は2011年にCTVグローブメディアの資産の100％の管理権を13億ドルで再取得し、親会社は再びベル・メディアに改称された。

## 番組
CFTOはCTVの旗艦局として機能するため、そのスケジュールはCTVネットワークのスケジュールと実質的に同じである。CFTOがこれらの放送局のマスターコントロールとして機能するため、オンタリオ州南部の他のCTV加盟局、オタワのCJOH 、キッチナーのCKCOでもほぼ同じスケジュールが使用される。他の放送局との不一致は、通常、日曜日朝の地元のインフォマーシャルと宗教番組に限定される。

### 他の放送局の制作
CTVの当初の協力体制の下で、CFTOは、バトンの社内制作会社であるグレン＝ウォーレン・プロダクション（Glen-Warren Productions）を通じて、『名犬ロンドン物語』、『サーカス』、『アンクル・ボビー・ショー』などのカナダの番組のネットワークの主要な貢献者の1人だった。実際、CFTOで発信された番組の量は、多くの場合、ネットワークの他の主要な市場の系列局との緊張の源だった。ただし、北米の殆どの地方局と同様に、このような地方で制作されたニュース以外の番組はますます稀になっている。
その歴史の多くにおいて、CFTOのチャンネル・ナイン・コートスタジオは、『CTVナショナルニュース』、『カナダAM』、『W5』などのネットワーク制作番組の本拠地としても機能してきた。スタジオは現在、ケーブルニュースチャンネルのCTVニュースチャンネル、TSNの『スポーツセンター』、ディスカバリーチャンネルの『デイリー・プラネット』などの制作のために、多くのCTVの専門チャンネルでも使用されている。
長年にわたり、スタジオ複合施設は、1976年の映画「ネットワーク」のスタジオシーンなど、第三者の制作にも貸し出されてきた。ロト6/49とロト・スーパー7（現：ロト・マックス）の抽選も、2008年までCFTOスタジオで開催された。2010年以来、CFTOとCP24は、トロント・サンタクロース・パレードのテレビ放送局となっている。

## ニュース運用

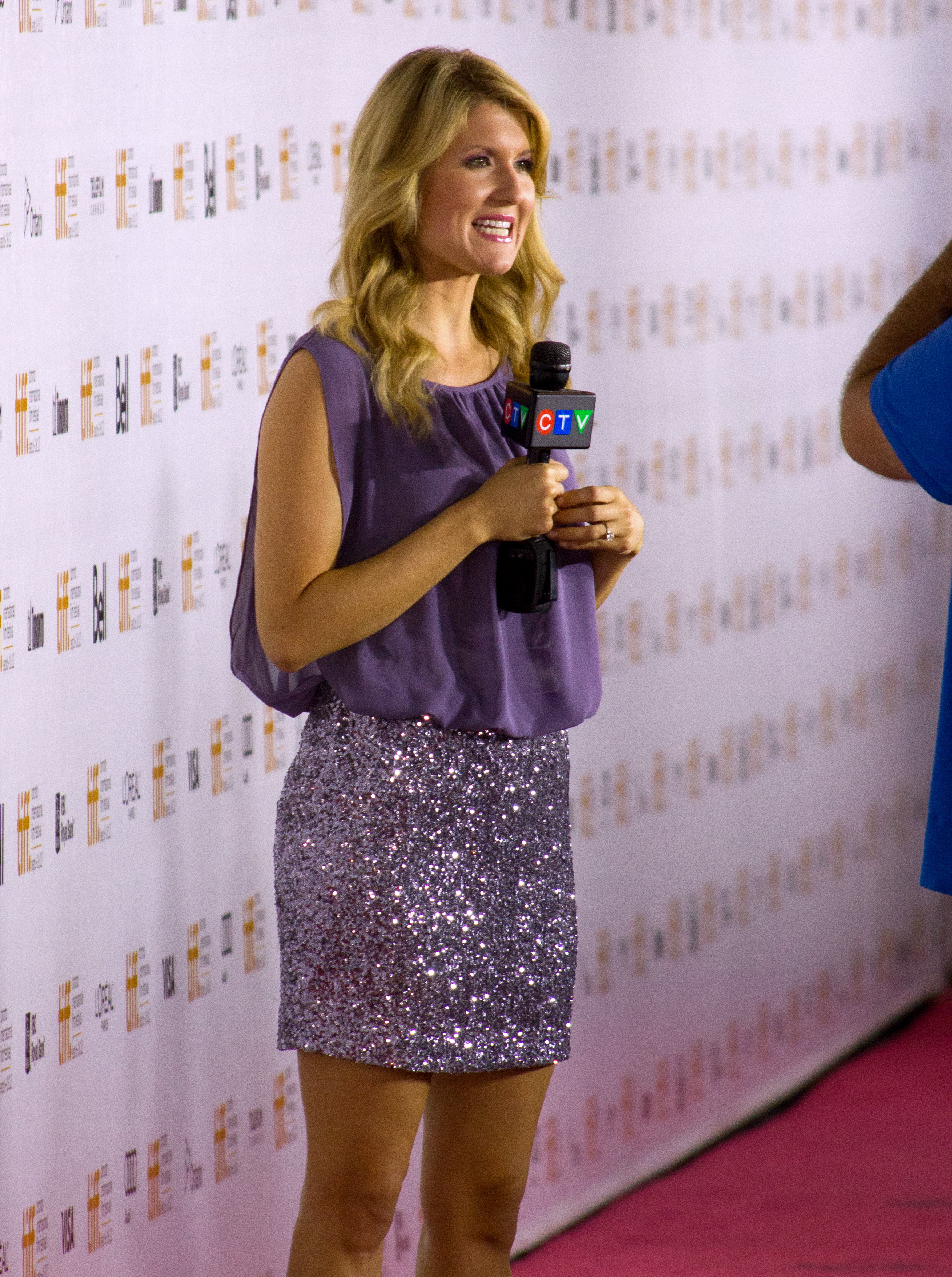
2012年トロント国際映画祭でリポートを行うミシェル・デュベ。

CFTO-DTは現在、毎週15時間半のローカルで制作されたニュース番組を放送している（平日：2時間半、土・日曜日：1時間半）。CP24サイマル放送を除いて、一般的なCTVニュースグラフィックを使用して、CTVの他の全ての直営局及びCTV 2加盟局に沿って、ニュース放送を『CTV News Toronto（CTVニュース・トロント）』としてブランド化する。主力番組である18:00のニュースは、カナダで最も視聴率の高いローカルニュース番組である。1970年代から、『ワールドビートニュース（World Beat News）』（夕方のニュース）、『ヌーンビートニュース（Noon Beat News）』（昼のニュース）、『ナイトビートニュース（Night Beat News）』（深夜のニュース）として知られるCFTOのニュース番組は、1998年初頭に『CFTOニュース（CFTO News）』、2005年に『CTVニュース（CTV News）』に名称変更された。
2008年12月、主にトロントに焦点を当てた24時間ニュースチャンネルのCP24は、『CTV News at Six』のサイマル放送を開始し、『CityNews』18:00版のサイマル放送に取って代わった。この変更は、CRTCがCitytvの所有者であるロジャーズ・メディアによる、CityNews Channelのグレータートロントエリアに焦点を当てた独自の24時間ローカルニュースチャンネルの立ち上げの承認を発表した後、CITY-TV（チャンネル57）とCP24（以前は両方ともCHUMリミテッドが所有していた）の間の長年の関係が突然終了したために発生した。CFTOと同様に、CP24はベル・メディアによって運用されているが、それ以外の点では2つの間の運用は分離されたままである。深夜のニュース番組『CTV News at 11:30』は、2009年5月にCP24スケジュールに追加された。2009年5月12日、CFTOはローカルニュース放送を高解像度で放送し始めた。変更に伴い、改装されたスタジオを導入した。
2017年7月から、CFTOは、ベル・メディア所有局全体でのローカルニュース番組の拡大の一環として、CP24の『Live at 5』と『Live at 5:30』のサイマル放送を開始した。CP24とは異なり、これらの番組は情報サイドバー無しで全画面で放送される。

### 注目すべき現在のスタッフ

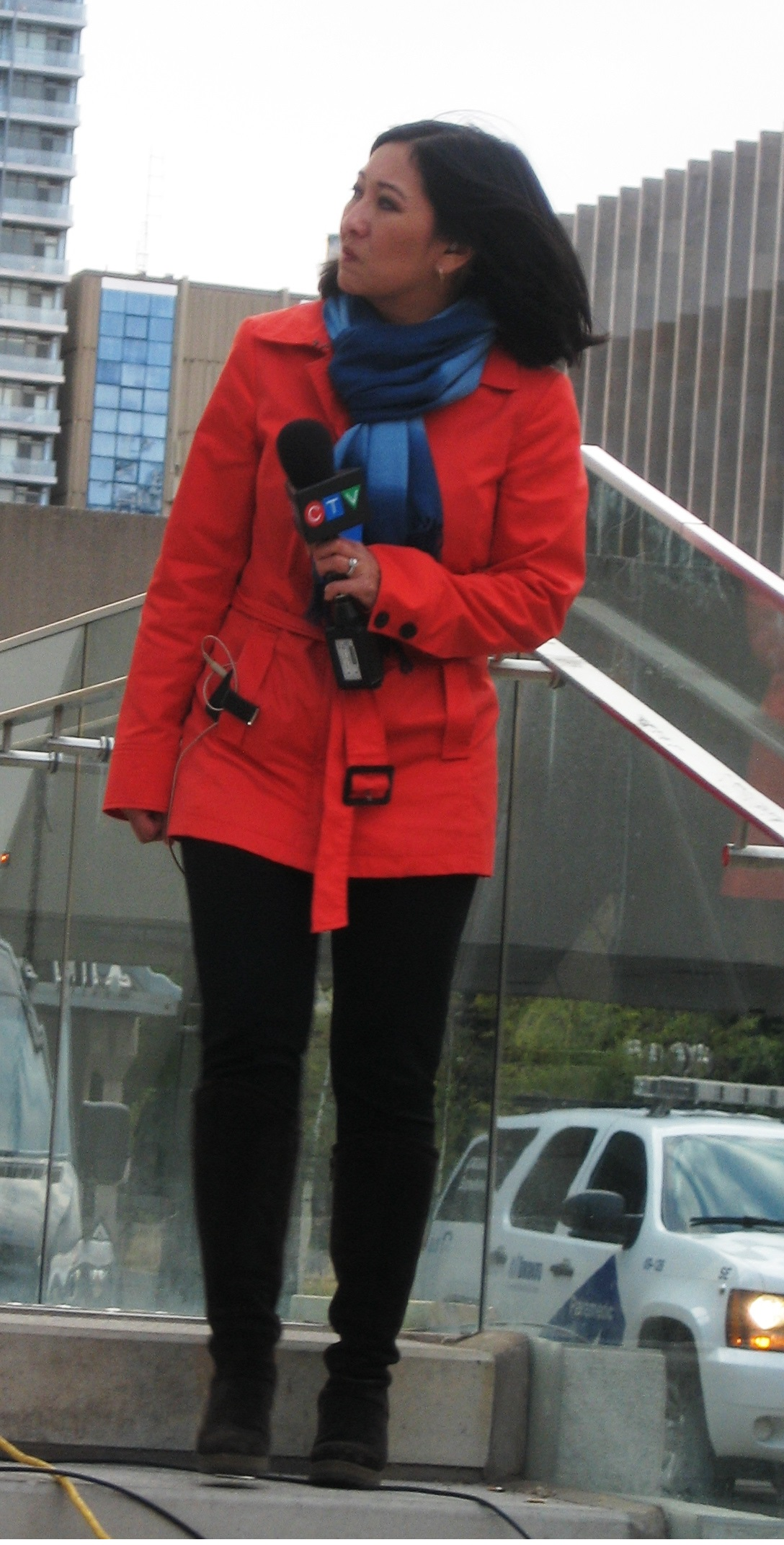
2015年10月のトロント・ブルージェイズ対テキサス・レンジャーズ戦の2015年のアメリカンリーグディビジョンシリーズ中のネイサン・フィリップス・スクエアでのズライダ・アルマン。

- ミシェル・デュベ（英語版） - 『CTV News at Six』平日共同アンカー

### 著名な元スタッフ
- クリスティン・ベントレー（英語版） - 『CTV News at Six』アンカー・リポーター（引退）
- デイブ・デヴァル（英語版） - 気象スペシャリストレポーター（引退）
- トム・ギブニー（英語版） - 『CTV News at Six』アンカー（故人）
- ゴード・マルティノー（英語版） - リポーター（簡単な任務）
- バーニー・マクナミー（英語版） - リポーター（1985年 - 1989年）、後にCBCラジオ（英語版）（1989年 - 2015年、現：引退）
- ケン・ショー（英語版） - 『CTV News at Six』平日共同アンカー、及び『CTV News at Noon』（2001年 - 2020年）、特別リポーター
- アリ・ヴェルシ（英語版） - リポーター、現：MSNBC

## 技術情報

### サブチャンネル
| チャンネル | 解像度 | アスペクト比 | ショートネーム | 番組編成              |
| ---------- | ------ | ------------ | -------------- | --------------------- |
| 9.1        | 1080i  | 16:9         | CFTO           | メインCFTO-DT番組/CTV |
| 9.2        | 480i   | 16:9         | CFTO           | 9.1のSDサイマル放送   |

### アナログからデジタルへの変換
CFTOは2003年11月17日に衛星でデジタル信号の提供を開始し、2004年1月30日に、CFTOは地上波デジタルテレビ信号を付与され、17,400ワットの実効放射電力でUHFチャンネル40で送信した。2005年半ば、CFTOはデジタル信号をアップグレードして、番組を高解像度で送信した。CFTOは、CRTC指定の必須市場のカナダのテレビ局がアナログ放送からデジタル放送に移行した公式の日付である2011年8月31日、VHFチャンネル9を介してアナログ信号をシャットダウンした。デジタル信号は、移行後の操作のために、移行前のUHFチャンネル40からアナログ時代のVHFチャンネル9に再配置された。2019年4月29日、CTVはトロント、ビクトリア、ウィンザーの放送局の放送チャンネルを更新した。CFTOはチャンネル8で放送するが、仮想チャンネル9.1を保持する。

### 送信所
| 放送局     | 放送地域免許 | チャンネル（RF/VC） | ERP      | HAAT             | 送信所の座標                                                      |
| ---------- | ------------ | ------------------- | -------- | ---------------- | ----------------------------------------------------------------- |
| CFTO-DT-21 | オリリア     | 21（UHF） 21        | 207.6 kW | 171.3 m (562 ft) | 北緯44度52分4秒 西経79度35分41秒 / 北緯44.86778度 西経79.59472度  |
| CFTO-DT-54 | ピーターバラ | 35（UHF） 54        | 38 kW    | 176.3 m (578 ft) | 北緯44度26分44秒 西経78度31分59秒 / 北緯44.44556度 西経78.53306度 |

CFTO-TV-21と全国のCTV再放送局の長いリストは、ケーブルテレビ事業者の有料の運送費要件に関するカナダ当局との政治的論争の一環として、2009年8月31日以前に閉鎖されることになった。その後の所有権の変更により、CTVグローブメディアの完全な制御がベル・メディアに割り当てられた。2011年現在、これらの送信所は引き続きライセンス供与されており、運用を継続している。2019年6月23日の真夜中過ぎにオリリア送信所がデジタルに変換された。